# Hydrocotyle alata
Hydrocotyle alata är en växtart i släktet Hydrocotyle och familjen araliaväxter.
Arten förekommer i sydvästra Australien. Den beskrevs av Achille Richard 1820.